# Hector Barbossa
Hector Barbossa, ponekad zvan samo kapetan Barbossa, je izmišljeni lik, piratski kapetan iz Disneyevog filmskog serijala Pirati s Kariba. Osim filmova, pojavio se i u nekolikopisanih romana i videoigara s istom tematikom. U svim filmovima glumi ga australski glumac Geoffrey Rush. Osim što je kapetan, Barbossa je i jedan od devet piratskih vladara s Bratskog dvora, krovne organizacije piratskog bratstva. Područje Barbossine vlasti je Kaspijsko more, ali on većinu svog vremena provodi na drugim morima.

## Fiktivna biografija
Barbossina mladost je uglavnom nepoznata, iako njegovo prezime indicira moguće španjolsko ili portugalsko porijeklo. Odrastao je u teškom siromaštvu i postao mornar s 13 godina. Isprva je bio pošten pomorac ali se iskvario kada je shvatio da će prije steći bogatstvo ako prijeđe na drugu stranu zakona.
Otpirlike u tridesetima, Barbossa je bio kapetan malog broda zvanog Kobra, te se bavio piratstvom na području Kariba. Jednog dana njegov brod je bio napadnut i potopljen od strane drugog piratskog broda. Potonuće broda su preživjeli samo Barbossa i rijetki članovi njegove posade. Dva mjeseca kasnije, na otoku Tortuga ih je pokupio Don Rafael, Piratski vladar Karipskog mora, koji ih je prevezao do otoka Brodoloma (Shipwreck Island) gdje je Barbossa ispričao svoju priču okupljenim piratskim vladarima. Tijekom tog sastanka, Barbossa je prvi put upoznao mladog pustolova Jacka Sparrowa.
Tijekom budućih pustolovina Barbossa je stekao ljubimca, pripitomljenog majmunčića. Neko vrijeme poslije, Barbossa se pridružio Jacku Sparrowu, tada već poznatom piratskom kapetanu i Piratskom vladaru Karipskog mora, koji ga je uzeo na svoj brod Crni Biser kao prvog časnika. Zajedno su otplovili na Daleki istok gdje su se borili s tajanstvenim alkemičarom zvanim Gospodar sjena i njegovom Vojskom sjena s kojom je ovaj namjeravao uništiti Piratsko Bratstvo. Uz pomoć Piratskih vladara sa svih svjetskih mora, bili su u stanju poraziti Vladara sjena, za kojeg se ispostavilo da je zapravo Henry Morgan, autor Piratskog kodeksa koji je otkrio tajnu besmrtnosti.
Dvije godine nakon toga, Sparrow i Barbossa su krenuli u potragu za tajanstvenim Otokom mrtvih (Isla de Muerta) i prokletim blagom koje je španjolski konkvistador Hernán Cortés stoljećima ranije sakrio na otoku. Dva dana nakon isplovljavanja u potragu, Barbossa je od Sparrowa zatražio da mu oda položaj otoka. Jack je to napravio, i iste noći je Barbossa poveo pobunu i preuzeo brod. Samo se jedan član posade, Bootstrap Bill Turner usprotivio pobuni. Ostavili su Jacka na pustom otoku da umre od gladi i žeđi te mu ostavili pištolj s jednim metkom da si prekrati muke. Šale radi, Barbossa je tada svog majmunskog mezimca prozvao Jack, u sjećanje na svog bivšeg kapetana.
Barbossa i njegovi pobunjenici su doplovili do Otoka mrtvih i pronašli škrinju s Cortésovim zlatom. Uskoro su ga u raznim lukama potrošili na zabave, opijanje i prostitutke. No što su više trošili zlato, to su više shvaćali da je priča o prokletstvu istinita. Uzimanje zlata iz Cortésove škrinje ih je učinilo živim mrtvacima, koji ne mogu zadovoljiti ni glad ni žeđ, niti osjetiti nikakve pozitivne osjećaje, ali su zato sve loše, naročito bol, itekako osjećali. Prokletstvo ih je stavilo u paradoksalnu situaciju da su besmrtni, i mogu uzeti što god žele, ali ne mogu to koristiti. Zato su se odmah dali na potragu za potrošenim zlatnicima kako bi ih vratili na otok i skinuli kletvu sa sebe.
Bootstrap Bill, vjerujući da posada zaslužuje biti prokleta, i ostati prokleta, potajno je poslao jedan zlatnik svom sinu u Englesku. Kada je Barbossa za to saznao, u bijesu je naredio da Boostrapa vežu za top i bace na dno mora. Besmrtan, Bootstrap nije mogao umrijeti, ali se nije mogao ni pomaknuti, sve dok ga nije pronašao Davy Jones, natprirodni vladar mora, koji mu je ponudio da će ga osloboditi u zamjenu za 100 godina služenja na njegovom sablasnom brodu Letećem Holandezu. Očajan, Bootstrap je pristao.
Barbossa je tek kasnije otkrio da je za skidanje prokletstva potrebna i krvna žrtva svih koji su uzeli zlato iz Cortésove škrinje, dakle cijele posade Crnog Bisera. Kako više nisu bili u stanju doći do Boostrapa, Barbossa i njegovi ljudi su se dali u potragu za njegovim sinom, njima sada jedinim dostupnim izvorom Bootstrapove krvi.
Nedugo nakon toga, Barbossa je postao Piratski vladar Kaspijskog mora, nakon što je od prethodnog Piratskog vladara, Borye Palachnika, dobio njegov Piece of eight (srebrnjak, a zapravo drveno oko), simbol njegovog položaja unutar Bratskog Dvora, vladajućeg vijeća piratskog Bratstva. Barbossa je simbol dao na čuvanje jednom članu svoje posade, Ragettiju.
Dvije godine nakon početka potrage za prokletim zlatom, Barbossa je saznao da Bootstrapovo dijete putuje na Karibe. Crni Biser je presreo brod kojim je dječak putovao i pirati su pobili svu posadu i putnike, ali nisu pronašli ni dječaka ni zlatnik. Dječaka su nedugo kasnije iz mora izvukli mornari s britanskog ratnog broda Neustrašivi, i odveli u Port Royal na Jamajci.

### Pirati s Kariba: Prokletstvo Crnog bisera
U deset godina potrage za prokletim zlatnicima, Barbossa i njegovi ljudi su postali strah i trepet karipskih gradova i mnoge su se priče rasprele o ukletim piratima koji plove na "brodu s crnim jedrima" i "ne ostavljaju nikoga živog iza sebe". Barbossu se čak opisivalo kao toliko zlog "da ga ni u paklu nisu htjeli". Ukleti pirati su sada svoju besmrtnost iskorištavali i da se enormno obogate, te su sav svoj plijen pohranjivali u pećini na Otoku mrtvih, gdje je bilo i Cortésovo zlato.
Pirati su naposljetku pronašli 881 Cortésov zlatnik i vratili ih sve u škrinju na Otoku mrtvih te nad njima prolili krv svakog člana posade. Za skidanje kletve im je trebao još samo posljednji zlatnik i krv Bootstrapova djeteta. "Osjetili" su da je taj zlatnik u Port Royalu te su se uputili tamo. Pod okriljem noći i magle napali su grad i pronašli zlatnik i osobu koja ga je držala, djevojku koja se predstavila kao Elizabeth Turner. Vjerujući da je ona ta koju traže, pirati su ju oteli i poveli sa sobom.
Tijekom puta, Elizabeth je otkrila da je legenda o proklestvu točna. Za vrijeme večere, tijekom koje ga je Elizabeth uzalud pokušala ubiti, Barbossa joj je pokazao da se on i njegovi ljudi pod svjetlom mjesečine preobražavaju u žive kosture. Sutradan su doplovili do Otoka mrtvih, te su u pećini pripremili obred koji ih je trebao osloboditi kletve.

## Barbossa iza scene
- U svim filmovima, Barbossu glumi Geoffrey Rush. U videoigrama, glasove mu posuđuju Brian George i Haruhiko Jo.
- Većina Barbossine biografije objavljena je u filmovima, ostalo je razjašnjeno u pisanim romanima koji prethode radnji prvog filma u serijalu.
- Barbossa se voli otmjeno odjevati, da bi dokazao svoj status piratskog kapetana. Poseban dio njegove odjeće je šešir, koji je uvijek velik i ukrašen perjem.

## Poveznice
- Hector Barbossa na POTC wiki